# Кайбулка
Кайбу́лка (чув. Кайпулкка) — река в городе Чебоксары. Длина реки — 2,8 км. На сегодняшний день практически полностью проходит по коллекторам, увидеть Кайбулку в вне труб можно только на дне оврага, соединяющем улицу Пушкина с улицей Ярославская.
Течёт в общем северном направлении, берега реки в верхнем и среднем течении поросли деревьями. Впадает в Чебоксарское водохранилище. До его постройки была правым притоком реки Чебоксарки.
Основной приток — ручей Кнутиха, впадающий справа.

## Этимология
Версий названия несколько:
- производное от болгаро-тюркских слов кай (задний) и булка (родник, ручей), что можно перевести как «задний родник». Кайбулка впадала в Чебоксарку справа по её течению, как бы сзади от места первого поселения и крепости;
- от личного имени Хайбулла, распространенного в Казанском ханстве.